# Leela Hazzah
Leela Hazzah là một nhà sinh vật học bảo tồn người Ai Cập làm việc tại Kenya và Tanzania. Hazzah lớn lên ở Ai Cập, và hoàn thành chương trình đại học và sau đại học tại Hoa Kỳ. Năm 2007, Hazzah khởi xướng Lion Guardians, tổ chức hoạt động nhằm bảo về loài sư tử ở Đông Phi cùng với người Maasai bản địa. Vào năm 2014, Hazzah được vinh danh là một trong "Top mười anh hùng" của đài CNN của năm 2014.

## Thời thơ ấu và học vấn
Hazzah lớn lên ở Ai Cập. Khi còn nhỏ, gia đình cô thường kể cho cô nghe những câu chuyện về việc nghe thấy tiếng sư tử gầm trên mái nhà của họ, một điều mà vào lúc ấy không thể xảy ra được nữa vì sư tử đã tuyệt chủng tại Ai Cập.. Hazzah nói rằng nghe câu chuyện đó đã gợi cảm hứng cho cô theo đuổi sự nghiệp bảo tồn sư tử. Cô có được bằng Cử nhân chuyên ngành Sinh học từ Đại học Denison tại Granville, Ohio tại Hoa Kỳ, tốt nghiệp vào năm 2002. Khi có được bằng Thạc sĩ về Sinh học bảo tồn, Hazzah tiến hành nghiên cứu tại Kenya, nơi cô chứng kiến được những khó khăn của việc bảo tồn sư tử. Cô có bằng Thạc sĩ từ Đại học Wisconsin-Madison, cũng là nơi cô nhận được bằng tiến sĩ. Nghiên cứu của cô tập trung vào những lý do đằng sau hiện tượng tăng gần đây vào lúc đó trong việc giết sư tử.

## Lion Guardians
Hazzah sống cùng với người Mbirikani Maasai bản địa trong vòng một năm, nghiên cứu mối quan hệ của họ với sư tử, cùng lúc đó làm việc với tổ chức Living with Lions. Hazzah sống tại vùng phụ cận của Vườn Quốc gia Đồi Chyulu, và tham gia vào cuộc sống hàng ngày của cộng đồng người Maasai. Giết một con sư tử là một nghi lễ thông qua cho đàn ông Maasai trẻ. Người Maasai có một mối quan hệ phức tạp với sư tử; sư tử giết gia súc của người Maasai, ấy vậy mà người Maasai lại ngưỡng mộ sư tử vì vẻ đẹp của chúng. Sư tử bị đe dọa khắp mọi nơi trong các sinh cảnh Đông Phi, đặc biệt là tại Vườn quốc gia Amboseli, nơi Hazzah thực hiện nhiều công trình của mình.